# Desborough
Desborough est une ville et une paroisse civile du Northamptonshire, en Angleterre. Située à 22.6 kilomètres de Northampton, elle relève administrativement de l'autorité unitaire du North Northamptonshire. Sa population est de 10697 habitants (2011). Dans Domesday Book de 1086, il a été énuméré comme De(i)sburg/Dereburg.

## Jumelages
Desborough est jumelée avec 27 autres communes d'Europe, une par pays de l'Union européenne, :
- Hepstedt (Allemagne)
- Lassee (Autriche)
- Bièvre (Belgique)
- Slivo pole (Bulgarie)
- Léfkara (Chypre)
- Tisno (Croatie)
- Næstved (Danemark)
- Bienvenida (Espagne)
- Põlva (Estonie)
- Kannus (Finlande)
- Cissé (France)
- Kolindros (Grèce)
- Nagycenk (Hongrie)
- Cashel (Irlande)
- Bucine (Italie)
- Kandava (Lettonie)
- Žagarė (Lituanie)
- Troisvierges (Luxembourg)
- Nadur (Malte)
- Esch (Pays-Bas)
- Strzyżów (Pologne)
- Samuel (Portugal)
- Starý Poddvorov (Tchéquie)
- Ibănești (Roumanie)
- Medzev (Slovaquie)
- Moravče (Slovénie)
- Ockelbo (Suède)